# Gheranda samhita
Gheranda samhita (धेरंड संहिता) (Sanskriet voor Gheranda's verzameling) is een van de drie klassieke teksten van hatha-yoga; de andere twee zijn de Hatha yoga pradipika en de Shiva samhita.
De Gheranda samhita is geschreven aan het eind van de 17e eeuw en wordt gezien als het meest encyclopedisch van de drie klassieke hatha-yogateksten. Het oudste bewaard gebleven exemplaar stamt uit Bengalen uit 1802. Gheranda samhita is een handleiding van hatha-yoga, geschreven door Gheranda aan Chanda.
Anders dan de andere hatha-yogateksten, legt de Gheranda samhita de nadruk op de zogenaamde shatkriya's, oftewel de reinigingstechnieken voor het lichaam, dat wil zeggen ghatastha-yoga. De afsluitende stanza's van de Gheranda samhita gaan over de samadhi. Deze methoden wijken echter af van die van Patanjali in de Yogasoetra's.